# Zamek w Pomorzanach
Zamek w Pomorzanach – pierwszą warownię wzniósł w latach 1340–1350 Mikołaj Świnka na ziemiach, które nadał mu król Kazimierz Wielki.

## Położenie
Warownia powstała  nad rzeką Złota Lipa wśród licznych stawów, które wzmacniały obronność budowli.

## Historia
W XV w. właścicielem zamku został Zygmunt Sieniński z Oleśnicy, kasztelan trembowelski. Jego żoną była Anna, córka Jana Świnki. Po śmierci Zygmunta, który zginął w 1497 r. dobra przeszły w ręce jego brata Jana  Sienińskiego z Sienny, kasztelana lwowskiego. Ponieważ był to okres częstych najazdów tatarskich, tureckich czy wołoskich szybko zmieniają się kolejni właściciele zamku ginący w jego obronie lub bitwach z najeźdźcami. Po Janie Sienińskim, kasztelanie lwowskim zamek należy do: Jana Sienińskiego, kasztelana kamienieckiego, Jana Sienińskiego, kasztelana halickiego  a następnie do Jana Sienińskiego, kasztelana żarowskiego i Jana Sienińskiego, kasztelana lwowskiego. We władaniu rodziny Sienińskich zamek pozostawał do momentu, gdy  od Krzysztofa Sienińskiego kupił go Jakub Sobieski, ojciec późniejszego króla Polski Jana III Sobieskiego w 1619-20 r.  W latach 1639, 1640 i 1644 zamek odpiera ataki wojsk tatarskich a także broni się przed wojskami kozackimi Bohdana Chmielnickiego w 1648 r. i 1655 r. Z kolejnych najazdów Turków i Kozaków w 1667 i 1672 r. zamek także wyszedł zwycięsko, jednakże wymagał naprawy i wzmocnienia obronności. Zdobyli go dopiero Tatarzy w 1675 i 1684 r.  Kolejna nieudana próba opanowania zamku przez Tatarów miała miejsce w 1695 r. Pomimo spalenia części południowej warowni zamek zdołał się obronić. Po śmierci Jakuba Sobieskiego, jego córka Maria Karolina księżna de Bouillon w 1740 r. sprzedała zamek Michałowi Kazimierzowi Radziwiłłowi, spokrewnionemu z Sobieskimi. Nowy właściciel niezbyt dbał o budowlę, która powoli zaczynała niszczeć. Zamek  bardzo podupadł w wyniku pożaru w 1771 r. Od Hieronima Radziwiłła zamek odkupił Stanisław Pruszyński, kasztelan owrucki, później żytomierski. Po jego śmierci zamek należał do Józefa, a następnie Gabriela Erazma Pruszyńskiego. W dniu 10 maja 1876 roku podpisano umowę, na mocy której za 450 tys. guldenów majątek wraz z zamkiem kupił Stanisław hr. Potocki. Po nim zamek należał do hr. Romana Potockiego, którego syn Jerzy Potocki, dyplomata RP, odnowił zamek po zniszczeniach z czasów I wojny światowej i wzorowo utrzymywał posiadłość do 17 września 1939 r. Po wojnie (w okresie Ukraińskiej SRR) do lat 70. XX w. w zamku mieściła się szkoła.

## Architektura
Warownia miała kształt, który nadał jej wojewoda podolski Jan Sieniński w drugiej połowie XVI w. Renesansowy, podpiwniczony, zamek miał kształt czworoboku i posiadał cztery dwukondygnacyjne skrzydła, narożne baszty oraz bramę wjazdową na dziedziniec z mostem na osi skrzydła północnego. Piętrowe były skrzydła południowe - pałacowe z arkadami, wschodnie i być może zachodnie. Była to silna warownia, która była w stanie obronić się przed licznymi atakami Kozaków, Tatarów i Turków. W wyniku zniszczeń, Jan III Sobieski przeprowadził gruntowny remont, w którym mógł brać Charles Benoit i przywrócił obiekt do dawnej świetności. Wzmocnił jego obronność umieszczając na nim armaty zdobyte w bitwie pod Chocimiem. Otoczono też zamek ziemnymi fortyfikacjami bastionowymi i fosą. W 1789 r. właścicielem zamku został Erazm Pruszyński, który odbudował skrzydło południowe i wschodnie z materiału uzyskanego z rozebrania części północnej - gospodarczej i zachodniej, których nie udaje się już uratować. Budynek zostaje przykryty blaszanym dachem, wykończono pomieszczenia mieszkalne, a także założono wokół ogród i postawiono cieplarnię. Józef Pruszyński, dokończył remont  i umieścił w zamku duże ilości obrazów, 10.000 sztychów, książek, kolekcje monet i medali, starożytności, zbiór autografów królów Polski oraz inne cenne przedmioty. Po jego śmierci zbiory uległy rozproszeniu i w dużej części wyjechały za granicę. Dziś obiekt jest ruiną, choć niezmiernie malowniczą. Zachowały się skrzydła południowe i wschodnie, które z początkiem XIX w. były jeszcze zamieszkałe, z dwiema basztami, oraz niegdyś wspaniałą galerią, podpartą w dolnej kondygnacji arkadami i kolumnami w górnej, z paradnymi schodami pośrodku. Zachował się także portal z herbem Sobieskich Janiną. Od strony ogrodu zachowały się fragmenty wałów obronnych.